# Onthophagus weringerong
Onthophagus weringerong es una especie de insecto del género Onthophagus, familia Scarabaeidae, orden Coleoptera.
Fue descrita científicamente por Storey & Weir en 1990.